# Megacentron
Megacentron är ett släkte av tvåvingar. Megacentron ingår i familjen fjädermyggor.
Kladogram enligt Catalogue of Life:
| Megacentron | \| \| Megacentron cuneicalcar \| \| \| \| \| \| Megacentron erebeum \| \| \| \| |
|             | \| \| Megacentron cuneicalcar \| \| \| \| \| \| Megacentron erebeum \| \| \| \| |
|             | Megacentron cuneicalcar                                                         |
|             |                                                                                 |
|             | Megacentron erebeum                                                             |
|             |                                                                                 |